# Patrick Sauzet
Pour les articles homonymes, voir Sauzet.
Patrick Sauzet (en occitan Patric Sauzet) né le 30 janvier 1953 à Montpellier, est un linguiste français.
Il est spécialiste de l'occitan contemporain.

## Biographie
Fils de Madeleine et Robert Sauzet, il est l'auteur avec Josiane Ubaud d'une œuvre importante pour l'apprentissage de l'occitan moderne: Lo vèrb occitan/Le verbe occitan en 1995. Son domaine de prédilection est surtout la grammaire. Il a été professeur pendant quelques années à l'Université Paris-VIII  et est actuellement professeur à l'Université de Toulouse-Le Mirail où il a développé l'emploi de l'occitan dans plusieurs structures.
Tout en ayant une formation en grammaire générative, depuis les années 1980, il a poursuivi les études en sociolinguistique qui visent à standardiser l'occitan et il est le concepteur du terme occitan large. Il est président du Conseil de la Langue Occitane depuis 2001 (à la suite du linguiste catalan Xavier Lamuela) et il est membre du Grop de Lingüistica Occitana. Il est actuellement avec Pierre Brechet vice-président du Congrès permanent de la lenga occitana.

## Œuvres
- (avec Guylaine Brun, BLC Nice) « Le Thesaurus Occitan : entre atlas et dictionnaires », in Corpus 12/2013, 105-140.
- « Aspect lexical et aspect flexionnel en occitan », in Choi-Jonin, Bras, Dagnac & Rouquier (éds), Questions de classification en linguistique : méthodes et descriptions. Hommage au professeur Christian Molinier, Berne, Peter Lang, 2005, 347-367.
- « Les scènes occitanes de Monsieur de Pourceaugnac », in Claude Alranq (éd.), Molière et les pays d'oc, Actes du colloque tenu au Centre Du Guesclin le 4 décembre 2004, Perpignan , Presses universitaires de Perpignan, 2005, 147-175.
- « Variation des finales occitanes et format de la syllabe », in Trudel Meisenburg & Maria Selig (éds), Nouveaux départs en phonologie : les conceptions sub- et suprasegmentales, Tübingen, Gunter Narr, 2004, 33-48.
- « Traches flexionals fòrts ? », Linguistica occitana, 1, 2004 (revista en linha / revue en ligne : http://www.revistadoc.com/ )
- « L'infinitiu occitan : Infinitiu coordinat o infinitiu regit ? », in Rossana Castano, Saverio Guida et Fortunata Latella (eds), Scène, évolution, sort de la langue et de la littérature d’oc. Actes du Septième Congrès International de l’Association Internationale d’Études Occitanes, Reggio Calabria-Messina, 7-13 juillet 2002, Roma, Viella, 2004, II, 1151-68.
- « Esquizolexicografia », ÒC 346, (13-66) ivèrn 2003, 36-40.
- « La singularité phonologique du français », Langue française, 141, 2003, 14-35.
- « Assimilations vocaliques en occitan », in Michel Aurnague & Michel Roché (éds.), Hommage à Jacques Allières, Anglet, Atlantica, 2002, II, 573-592.
- « Réflexions sur la normalisation linguistique de l'occitan », in D. Caubet, S. Chaker & J. Sibille (éds.), Codification des Langues de France, Actes du Colloque de l’Inalco Les Langues de France et leur codification. Ecrits divers - Ecrits ouverts– 29-31 mai 2000, Paris, L'Harmattan, 2002, 39-61.
- « COR : còr, còrn, cuèr ? », ÒC, 341 (tièira 13, n° 61), nov. de 2001, 41-45
- « Linéarité et consonnes latentes », Recherches linguistiques de Vincennes, 28, 1999, 59-86.
- « ‘Enamourer’, ‘enivrer’ et ‘enorgueillir’: le statut des préfixes », in Patrick Sauzet (éd.), Langues et Grammaire II & III : Phonologie, Communications présentées aux Colloques Langues et Grammaire (Saint Denis 1995, Paris 1997) Publication du Département SDL de Paris 8, 1998, 117-140.
- amb S. Wauquier Gravelines, C. Jakubowicz, C. Durand, S. Franc, Phonological knowledge in Developmental Language Disorders : "Laison enchaînée" and derivation in French”, GALA-97, Edinburgh.
- « Futur e clitics », in Jacques Gourc et François Pic (éds), Toulouse à la croisée des cultures : Actes du 5ème Congrès de l'Association Internationale d'Études Occitanes (Toulouse 19-24 août 1996), 1998, II, 383-402.
- « "Paradis et parité" ou "De la coquetterie linguistique" », La Bretagne linguistique, Centre de Recherche Bretonne et Celtique (UA 374 CNRS), Université de Bretagne Occidentale, 1996, 10, 349-370.
- Avec Josiane Ubaud, Le verbe occitan / Lo vèrb occitan, Aix-en-Provence, Édisud, 1995, 231p.
- « Vers un Service de la langue occitane en Languedoc-Roussillon », in J.J.Cheval & A.Viaut (éds.), Langues d’Aquitaine. Dynamiques institutionnelles et patrimoine linguistique., Bordeaux, M.S.H.A, 1996, 133-144.
- « Ordre des mots, ordre dans les mots », Langue française, 111, 1996, 10-37.
- amb Josiana Ubaud), « Lo Vèrb Occitan e lo Gidilòc », in Jòrgi Peladan (éd.), Actes de l'université d'été 1995, Nimes, MARPOC-IEO 30, 1996, 40-55.
- Extensions du modèle a-linéaire en phonologie: syllabe, accent, morphologie, Mémoire d'Habilitation à diriger des recherches, ms, Paris VII, 1994, 84 p. (contient les textes suivants: 1) "La linéarité dans la grammaire", 2) "Vers une unification de la morphologie", 3) "Le gouvernement syllabique d'une syllabe non dégénérée : réanalyse du pied germanique", 4) "Consonnes accentuées en russe", 5) "Accent lithuanien : la loi de Saussure en termes de chaînes accentuelles").
- Attenance, gouvernement et mouvement en phonologie. Les constituants dans la phonologie et la morphologie de l'occitan, préface de J.-R. Vergnaud, Montpellier CEO/UPV, 1994, 505p (thèse de doctorat sous la direction de Jean-Roger Vergnaud, Université de Paris VIII-Vincennes à Saint Denis, 1993)
- « Les systèmes vocaliques de l'occitan: évolution et marque », in G. Gouiran (éd.), Contacts de langues, de civilisations et intertextualité, Actes du Troisième Congrès International de l'Association Internationale d'Etudes Occitanes, (Montpellier, 20-26 août 1990), Montpellier, UPV-Montpellier 3, 1992, I, 101-129.
- « Diasystème et paramètres. À propos d'une contrainte phonologique de l'occitan », in R.Favreau (éd.), Mélanges de langue et de littérature occitanes en hommage à Pierre Bec, Poitiers, CESCM, 1991, 513-530.
- « Occitanisme et mutations sociologiques intervention au colloque de la revue Amiras/Repères occitans: Sud, différences, mutations, Montpellier, février 1988 (publicat jol títol "Occitanisme e mutacions sociologicas", Estudis occitans, 7, 1990).
- « La grafia es mai que la grafia », Amiras/Repères 20, Aix, Edisud, 1990, 35-46.
- « Topicalisation et prolepse en occitan », in A. Rouveret et P. Sauzet (éds.), « La structure de la proposition dans les langues romanes », Revue des langues romanes, XCIII/2, 1989, 235-273.
- « L'accent du grec ancien et les relations entre structure métrique et représentation autosegmentale », in P. Bélier (éd.), La géométrie du langage, état présent de la grammaire générative, Langages, 95, 1989, 81-113.
- Le vocalisme de l'occitan dans le cadre de la théorie du charme et du gouvernement, Communication au Colloque des Romanistes allemands (Romanistentag), septembre 1989, Aix-la-Chapelle.
- « Dotze tèsis sus la nòrma e l'estandard (intervencion a l'Universitat Occitana d'Estiu de 1988 a Nimes) », Lengas, 25, 1989, 157-162.
- « La diglossie, conflit ou tabou? » La Bretagne linguistique, Centre de Recherche Bretonne et Celtique (UA 374 CNRS), Université de Bretagne-Occidentale, vol.5, 1988-1989 p1-40.
- « L'occitan: langue immolée », in Geneviève Vermès (dir.), Vingt cinq communautés linguistiques de la France, Paris, L'Harmattan, 1988, 208-260.
- avec/amb/dab/with Felip Gardy, Histoîra de Jean l'An Prés, de J.-B.C.Fabre (edicion dins la grafia originala, revirada francesa, adaptacion en occitan estandard, nòtas), Montpelhièr, CRDP, 1988
- « La lenga de l'Histoîra de Jean l'An Prés », Histoîra de Jan l'An Pres. Dossier critique, Montpellier, CRDP, 1988, 89-115.
- « Delai de la diglossia. Per un modèl mimetic del contacte de lengas », Lengas, 21, 1987, 103-120.
- « La Republica, Loïs XVI e lo francés: fantasiá o mite de fondacion linguistica », Dix années de sociolinguistique/Dètz ans de sociolinguistica, Lengas, 22 (n° especial en omenatge a Robèrt Lafont), 1987, 297-312.
- « Geminates and Constituency », in Cardinaletti, Cinque & Giusti (éds.), Constituent Structure, Venezia: "Annali di Ca' Foscari" / Dordrecht: Foris, 1988, 287-330. (abstract published in Glow Newsletter, 18, February 1987, 52-54).
- Compendi practic de l'occitan normat, Montpelhièr, C.E.O. e C.R.D.P., 1985, 66 p.
- « Les clitiques occitans: analyse métrique de leur variation dialectale », Actes du XVIIème Congrès international de linguistique et de philologie romanes (Ais-de-Provença, 29 d'agost-3 de setembre 1983), Marseille, Université de Provence / Jeanne Laffitte, 1985, IV, 155-179.
- « Autour des géminées : des filtres à une critique du segmentalisme », Recherches linguistiques, 10, Université de Paris VIII, hiver 1982, 64-123.
- « Fonologia sintactica, versificacion e nivèls de lenga en cò de Bigòt », Quasèrns de linguistica occitana, 10, Clarmont d'Alvèrnhe, 1981, 59-65 / Lengas, 12, 1982, p.63-74.
- « Pourquoi 'Plourà'? », communicacion al VIIIème congrès international de langue et littérature d'Oc et d'études franco-provençales, Liège, del 2 al 9 d'agost de 1981 (deu paréisser dins los actes del congrès), 11 p.
- « Ipotèsi lexicalista e fonologia de l'occitan », Quasèrns de linguistica occitana, 10, Clarmont d'Alvèrnhe, 1981, 3-11.
- en collaboracion amb Gérard Pons, « Préliminaires à l'enquête sociolinguistique: la Vallée-Française », Lengas, 4, 1978, 14-26
- Approches de la phonologie et de la morphologie d'un parler occitan: le dialecte de Sumène (Gard), Memòri de mestresa, jos la direccion de Pèire Bèc, Poitiers, 1975, 256 p.